# Stenocercus azureus
Stenocercus azureus är en ödleart som beskrevs av  Müller 1880. Stenocercus azureus ingår i släktet Stenocercus och familjen Tropiduridae. Inga underarter finns listade i Catalogue of Life.